# Cónclave de 1829
El cónclave papal llevado a cabo entre el 24 de febrero y 31 de marzo de 1829 fue realizado luego de la muerte de León XII, y dio como resultado la elección del cardenal Francesco Saverio Castiglioni, qué tomó el nombre de Pío VIII.

## Muerte de León XII
El Papa León XII murió el 10 de febrero de 1829. Este Papa tenía muchas iniciativas beneficiosas (entre otras, que la Universidad Gregoriana siguiera con los trabajos arqueológicos en el Foro Romano) y mantener buenas relaciones con las potencias europeas, sin embargo, no fue popular debido a las políticas internas reaccionarias (especialmente gobiernos clericales). El funeral se celebró el 15 de febrero en la Basílica de San Pedro.

## Lista de electores

### Cardenales Presentes
En el cónclave estuvieron 50 de los 58 cardenales que componían en ese momento el Colegio cardenalicio, entre ellos 42 italianos, 5 franceses y 1 español:
- Giulio Maria della Somaglia, decano del Colegio Cardenalicio, secretario de la Congregación para la Doctrina de la Fe y arcipreste de la Basílica Laterana.
- Bartolomeo Pacca, vicedecano del Colegio Cardenailicio.
- Pietro Francesco Galleffi, arcipreste de la Basílica Vaticana y camarlengo de la Santa Iglesia Romana.
- Tommaso Arezzo
- Francesco Saverio Castiglioni, gran penitenciario. Elegido Papa Pío VIII
- Francesco Bertazzoli
- Giuseppe Firrao, protoprete.
- Luigi Ruffo Scilla
- Joseph Fesch
- Carlo Oppizzoni
- Pietro Gravina
- Giuseppe Morozzo, prefecto de la Santa Sede.
- Benedetto Naro, arcipreste de la Basílica Liberiana.
- Emmanuele de Gregorio
- Giorgio Doria-Pamphili, gran prior de los Caballeros Hospitalarios en Roma.
- Fabrizio Sceberras Testaferrata
- Anne-Antoine-Jules de Clermont-Tonnerre
- Gianfrancesco Falzacappa
- Antonio Pallotta
- Carlo Maria Pedicini
- Ercole Dandini
- Carlo Odescalchi
- Placido Zurla, O.S.B.Cam., vicario general de la diócesis romana.
- Anne-Louis-Henri de La Fare
- Giovanni Battista Bussi
- Bonaventura Gazzola
- Karl Kajetan Gaisruck

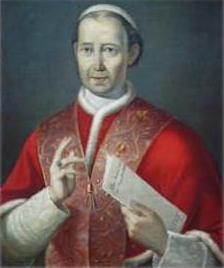
León XII.

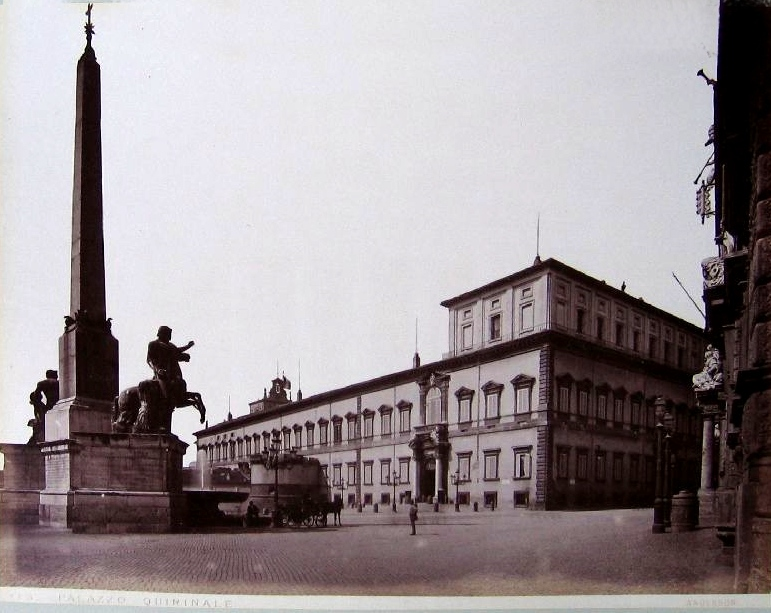
Palacio del Quirinal, fotografía del.

- Ludovico Micara, O.F.M.Cap., general de los Capuchinos.
- Gustav-Maximilien-Just de Croy
- Mauro Alberto Cappellari, O.S.B.Cam., prefecto de la Propaganda Fide.
- Jean-Baptiste-Marie-Anne-Antoine de Latil
- Pietro Caprano
- Giacomo Giustiniani
- Vincenzo Macchi, legado apostólico en Rávena.
- Giacomo Filippo Fransoni
- Benedetto Barberini
- Giovanni Antonio Benvenuti
- Ignazio Nasalli
- Joaquim-Jean-Xavier d'Isoard
- Antonio Domenico Gamberini
- Giuseppe Albani, protodiácono.
- Giovanni Caccia-Piatti
- Pietro Vidoni
- Agostino Rivarola
- Cesare Guerrieri Gonzaga
- Antonio Maria Frosini
- Tommaso Riario Sforza
- Tommaso Bernetti, secretario de la sede apostólica.
- Belisario Cristaldi
- Juan Francisco Marco y Catalán

30 de los electores habían sido nombrados por el Papa Pío VII, 19 por León XII, y 1 (el cardenal decano Giulio Maria della Somaglia) por Pío VI.

### Cardenales Ausentes
Se ausentaron al cónclave 8 cardenales (tres italianos, dos españoles, 1 austriaco alemán, 1 eslovaco y 1 portugués):
- Cesare Brancadoro
- Francesco Cesarei Leoni
- Rudolf Johann Habsburg
- Patricio da Silva, O.E.S.A.
- Teresio Carlo María Vittorio Ferrero della Marmora
- Pedro Inguanzo Rivero, primado de España.
- Francisco Javier Cienfuegos Jovellanos
- Alexander von Rudnay und Divékújfalusi

## El curso del cónclave
A los cardenales electores les tomó mucho tiempo tomar una decisión a causa del conflicto entre los gobiernos seculares acerca de quién debía ser elegido. El cardenal Emmanuele De Gregorio fue el candidato propuesto de la facción pro-francesa y los zelanti, mientras que Bartolomeo Pacca fue propuesto por los cardenales más moderados, pero no fue aceptado por el gobierno francés de la época. En ese momento, Francia estaba gobernada por Carlos X y el primer ministro Jean Baptiste Gay, vizconde de Martignac. Pacca también fue visto como demasiado suave para ser un Papa eficaz por muchos en el cónclave.
El cónclave no se movió con rapidez, sin embargo. La llegada de Giuseppe Albani provocó que los votos del centro fueran hacia el cardenal Francesco Saverio Castiglioni. Con los partidarios de De Gregorio y de Pacca incapaces de ganar los votos suficientes para que cualquiera de ellos pudiera convertirse en Papa, Castiglioni se vio como un candidato de compromiso adecuado. Él había estado cerca de ganar en las elecciones del cónclave de 1823 como el representante de los politicanti (cardenales moderados) y tenía todas las cualidades para convertirse en Papa, pero tenía el problema de estar muy mal de salud.
El 31 de marzo, Castiglioni fue elegido Papa. Teniendo en cuenta que Castiglioni había sido nombrado cardenal por Pío VII, y que en el cónclave de 1823 que eligió a León XII, dijo que "algún día iba a ser Pío VIII", fue una conclusión inevitable que iba a toma ese nombre al asumir su pontificado.
- Datos: Q2448354